# Plavání na mistrovství Evropy v plaveckých sportech 2008
Závody v plavání na mistrovství Evropy v plaveckých sportech za rok 2008 proběhly v Eindhovenu, Nizozemsko ve dnech 13. až 24. března 2008.

## Výsledky

### Individuální disciplíny
| Muži                 | Zlato                                              | Zlato           | Stříbro                                    | Stříbro         | Bronz                       | Bronz    |
| -------------------- | -------------------------------------------------- | --------------- | ------------------------------------------ | --------------- | --------------------------- | -------- |
| 50 m volný způsob    | Alain Bernard (FRA)                                | 21,66           | Duje Draganja (CRO)                        | 22,00           | Stefan Nystrand (SWE)       | 22,16    |
| 100 m volný způsob   | Alain Bernard (FRA)                                | 47,50           | Stefan Nystrand (SWE)                      | 48,40           | Filippo Magnini (ITA)       | 48,53    |
| 200 m volný způsob   | Paul Biedermann (GER)                              | 1:46,59         | Amaury Leveaux (FRA)                       | 1:46,99         | Massimiliano Rosolino (ITA) | 1:47,33  |
| 400 m volný způsob   | Jurij Prilukov (RUS)                               | 3:45,10         | Massimiliano Rosolino (ITA)                | 3:45,19         | Nikita Lobincev (RUS)       | 3:46,75  |
| 800 m volný způsob   | Gergő Kis (HUN)                                    | 7:51,94         | Samuel Pizzetti (ITA)                      | 7:54,09         | Dragoș Coman (ROU)          | 7:54,37  |
| 1500 m volný způsob  | Jurij Prilukov (RUS)                               | 14:50,40        | David Davies (GBR)                         | 14:54,28        | Mateusz Sawrymowicz (POL)   | 14:58,78 |
| 50 m znak            | Aristidis Grigoriadis (GRE)                        | 25,13           | Flori Lang (SUI)                           | 25,18           | Ľuboš Križko (SVK)          | 25,44    |
| 100 m znak           | Markus Rogan (AUT)                                 | 54,03           | Aristidis Grigoriadis (GRE)                | 54,27           | Arkadij Vjatčanin (RUS)     | 54,45    |
| 200 m znak           | Markus Rogan (AUT)                                 | 1:55,85         | Arkadij Vjatčanin (RUS)                    | 1:57,04         | Răzvan Florea (ROU)         | 1:57,53  |
| 50 m motýlek         | Milorad Čavić (SRB)                                | 23,11           | Serhij Breus (UKR)                         | 23,48           | Rafael Muñoz (ESP)          | 23,60    |
| 100 m motýlek        | Jevgenij Korotyškin (RUS)                          | 51,89           | Peter Mankoč (SLO)                         | 52,07           | Rafael Muñoz (ESP)          | 52,09    |
| 200 m motýlek        | Joannis Drymonakos (GRE)1 Paweł Korzeniowski (POL) | 1:54,16 1:54,38 | Nikolaj Skvorcov (RUS)                     | 1:54,65         | Christophe Lebon (FRA)      | 1:56,57  |
| 50 m prsa            | Oleh Lisohor (UKR)                                 | 27,43           | Alexander Dale Oen (NOR)                   | 27,53           | Alessandro Terrin (ITA)     | 27,64    |
| 100 m prsa           | Alexander Dale Oen (NOR)                           | 59,76           | Hugues Duboscq (FRA)                       | 59,78           | Oleh Lisohor (UKR)          | 1:00,53  |
| 200 m prsa           | Grigorij Falko (RUS)                               | 2:09,64         | Alexander Dale Oen (NOR)                   | 2:09,74         | Hugues Duboscq (FRA)        | 2:09,91  |
| 200 m polohový závod | László Cseh (HUN)                                  | 1:58,02         | Dinko Jukić (AUT)                          | 1:59,65         | Vytautas Janušaitis (LTU)   | 2:00,17  |
| 400 m polohový závod | László Cseh (HUN)                                  | 4:09,59         | Joannis Drymonakos (GRE)1 Luca Marin (ITA) | 4:14.72 4:16,69 | Dinko Jukić (AUT)           | 4:17,24  |
| Ženy                 | Zlato                                              | Zlato           | Stříbro                                    | Stříbro         | Bronz                       | Bronz    |
| 50 m volný způsob    | Marleen Veldhuisová (NED)                          | 24,09           | Hinkelien Schreuderová (NED)               | 24,59           | Therese Alshammarová (SWE)  | 24,71    |
| 100 m volný způsob   | Marleen Veldhuisová (NED)                          | 53,77           | Hanna-Maria Seppäläová (FIN)               | 54,04           | Inge Dekkerová (NED)        | 54,12    |
| 200 m volný způsob   | Sara Isakovičová (SLO)                             | 1:57,45         | Camelia Potecová (ROU)                     | 1:57,47         | Ágnes Mutinaová (HUN)       | 1:58,06  |
| 400 m volný způsob   | Federica Pellegriniová (ITA)                       | 4:01,53         | Coralie Balmyová (FRA)                     | 4:04,15         | Camelia Potecová (ROU)      | 4:05,62  |
| 800 m volný způsob   | Alessia Filippiová (ITA)                           | 8:23,50         | Erika Villaécijaová (ESP)                  | 8:24,08         | Camelia Potecová (ROU)      | 8:25,28  |
| 1500 m volný způsob  | Flavia Rigamontiová (SUI)                          | 15:58,54        | Erika Villaécijaová (ESP)                  | 16:02,08        | Lotte Friisová (DEN)        | 16:11,26 |
| 50 m znak            | Anastasija Zujevová (RUS)                          | 28,05           | Nina Živaněvská (ESP)                      | 28,11           | Sanja Jovanovićová (CRO)    | 28,17    |
| 100 m znak           | Anastasija Zujevová (RUS)                          | 59,41           | Laure Manaudouová (FRA)                    | 1:00,05         | Nina Živaněvská (ESP)       | 1:00,29  |
| 200 m znak           | Laure Manaudouová (FRA)                            | 2:07,99         | Anastasija Zujevová (RUS)                  | 2:09,59         | Nikolett Szepesiová (HUN)   | 2:09,90  |
| 50 m motýlek         | Chantal Grootová (NED)                             | 26,03           | Inge Dekkerová (NED)                       | 26,30           | Svetlana Chochlavová (BLR)  | 26,52    |
| 100 m motýlek        | Sarah Sjöströmová (SWE)                            | 58,44           | Inge Dekkerová (NED)                       | 58,50           | Aurore Mongelová (FRA)      | 58,54    |
| 200 m motýlek        | Aurore Mongelová (FRA)                             | 2:06,59         | Emese Kovácsová (HUN)                      | 2:06,71         | Mireia Belmonteová (ESP)    | 2:09,32  |
| 50 m prsa            | Janne Schäferová (GER)                             | 31,08           | Julija Jefimovová (RUS)                    | 31,41           | Mirna Jukićová (AUT)        | 31,59    |
| 100 m prsa           | Mirna Jukićová (AUT)                               | 1:08,18         | Aljona Alexejevová (RUS)                   | 1:08,91         | Joline Höstmanová (SWE)     | 1:08,94  |
| 200 m prsa           | Julija Jefimovová (RUS)                            | 2:24,09         | Mirna Jukićová (AUT)                       | 2:24,58         | Aljona Alexejevová (RUS)    | 2:25,22  |
| 200 m polohový závod | Mireia Belmonteová (ESP)                           | 2:11,16         | Evelyn Verrasztóová (HUN)                  | 2:12,93         | Camille Muffatová (FRA)     | 2:13,63  |
| 400 m polohový závod | Alessia Filippiová (ITA)                           | 4:36,68         | Katinka Hosszúová (HUN)                    | 4:37,43         | Jana Martynovová (RUS)      | 4:37,86  |

1 Řek Joannis Drymonakos byl v přípravě na mistrovství Evropy pozitivně testován na steroid methyltrienolone. Užití látky potvrdil i vzorek B a byl mu řeckou antidopingovou agenturou HADA (Hellenic Anti-Doping Agency) udělen dvouletý zákaz startu a odebrány všechny tituly získané v tomto období. Zárověň byl obviněn řeckou vládou za nedovolené zadržování drog, za což mu hrozil trest vězení. Tohoto obvinění byl soudem zproštěn v roce 2010 a od května téhož roku mohl po vypršení zákazu startu pokračovat ve sportovní kariéře.

### Štafety
| Muži                   | Zlato | Zlato   | Stříbro | Stříbro | Bronz | Bronz   |
| ---------------------- | --- | ------- | --- | ------- | --- | ------- |
| 4×100 m volný způsob   | Švédsko (SWE) (Marcus Piehl, Stefan Nystrand, Petter Stymne, Jonas Persson, (r)Christoffer Wikström)                                                   | 3:15,41 | Itálie (ITA) (Massimiliano Rosolino, Alessandro Calvi, Christian Galenda, Filippo Magnini, (r)Lorenzo Benatti, (r)Diego Statuti)                                                               | 3:15,77 | Nizozemsko (NED) (Mitja Zastrow, Sebastiaan van Velthoven, Robert Lijesen, Pieter van den Hoogenband, (r)Stefan Oosting)                             | 3:15,88 |
| 4×200 m volný způsob   | Itálie (ITA) (Emiliano Brembilla, Massimiliano Rosolino, Nicola Cassio, Filippo Magnini, (r)Marco Belotti, (r)Matteo Pelliciari, (r)Christian Galenda) | 7:09,94 | Rusko (RUS) (Nikita Lobincev, Alexandr Suchorukov, Jevgenij Lagunov, Jurij Prilukov, (r)Andrej Kapralov, (r)Alexandr Tichonov, (r)Andrej Grečin)                                               | 7:11,70 | Rakousko (AUT) (Dominik Koll, Markus Rogan, David Brandl, Dinko Jukić, (r)Florian Janistyn)                                                          | 7:13,99 |
| 4×100 m polohový závod | Rusko (RUS) (Arkadij Vjatčanin, Grigorij Falko, Jevgenij Korotyškin, Andrej Grečin, (r)Stanislav Doněc, (r)Nikolaj Skvorcov, (r)Sergej Fesikov)        | 3:34,25 | Chorvatsko (CRO) (Gordan Kožulj, Vanja Rogulj, Mario Todorović, Duje Draganja) | 3:36,32 | Švédsko (SWE) (Simon Sjödin, Jonas Andersson, Lars Frölander, Stefan Nystrand)                                                                       | 3:36,85 |
| Ženy                   | Zlato | Zlato   | Stříbro | Stříbro | Bronz | Bronz   |
| 4×100 m volný způsob   | Nizozemsko (NED) (Inge Dekkerová, Ranomi Kromowidjojová, Femke Heemskerková, Marleen Veldhuisová, (r)Hinkelien Schreuderová, (r)Chantal Grootová)      | 3:33,62 | Itálie (ITA) (Erika Ferraioliová, Federica Pellegriniová, Marialaura Simonettová, Cristina Chiusová, (r)Silvia Floriová)                                                                       | 3:41,06 | Švédsko (SWE) (Claire Hedenskogová, Josefin Lillhageová, Ida Marková-Vargaová, Magdalena Kurasová, (r)Nathalie Lindborgová, (r)Sarah Sjöströmová)    | 3:41,28 |
| 4×200 m volný způsob   | Francie (FRA) (Laure Manaudouová, Coralie Balmyová, Mylène Lazareová, Alena Popčanková, (r)Sophie Huberová)                                            | 7:52,09 | Spojené království (GBR) (Joanne Jacksonová, Melanie Marshallová, Ellen Gandyová, Caitlin McClatcheyová)                                                                                       | 7:52,36 | Itálie (ITA) (Alice Carpaneseová, Federica Pellegriniová, Alessia Filippiová, Renata Spagnolová, (r)Flavia Zoccariová, (r)Francesca Segatová)        | 7:55,69 |
| 4×100 m polohový závod | Spojené království (GBR) (Elizabeth Simmondsová, Kate Haywoodová, Jemma Loweová, Francesca Halsallová)                                                 | 3:59,33 | Rusko (RUS) (Anastasija Zujevová, Julija Jefimovová, Natalija Sutjaginová, Darija Beljakinová, (r)Stanislava Komarovová, (r)Aljona Alexejevová, (r)Irina Bespalovová, (r)Anastasija Axenovová) | 4:00,47 | Nizozemsko (NED) (Hinkelien Schreuderová, Jolijn van Valkengoedová, Inge Dekkerová, Marleen Veldhuisová, (r)Chantal Grootová, (r)Femke Heemskerková) | 4:04,41 |

## Medailová bilance
V plavání se rozdělilo celkem 38 sad medailí.
| Pořadí | Stát                     |       | Muži    | Muži  | Muži  |         | Ženy  | Ženy  | Ženy    |       | Muži + Ženy | Muži + Ženy | Muži + Ženy | Celkem |
| Pořadí | Stát                     | Zlato | Stříbro | Bronz | Zlato | Stříbro | Bronz | Zlato | Stříbro | Bronz |             |             |             | Celkem |
| ------ | ------------------------ | ----- | ------- | ----- | ----- | ------- | ----- | ----- | ------- | ----- | ----------- | ----------- | ----------- | ------ |
| 1.     | Rusko (RUS)              |       | 5       | 3     | 2     |         | 3     | 4     | 2       |       | 8           | 7           | 4           | 19     |
| 2.     | Francie (FRA)            |       | 2       | 2     | 2     |         | 3     | 2     | 2       |       | 5           | 4           | 4           | 13     |
| 3.     | Itálie (ITA)             |       | 1       | 4     | 3     |         | 3     | 1     | 1       |       | 4           | 5           | 4           | 13     |
| 4.     | Nizozemsko (NED)         |       | 0       | 0     | 1     |         | 4     | 3     | 2       |       | 4           | 3           | 3           | 10     |
| 5.     | Maďarsko (HUN)           |       | 3       | 0     | 0     |         | 0     | 3     | 2       |       | 3           | 3           | 2           | 8      |
| 6.     | Rakousko (AUT)           |       | 2       | 1     | 2     |         | 1     | 1     | 1       |       | 3           | 2           | 3           | 8      |
| 7.     | Švédsko (SWE)            |       | 1       | 1     | 2     |         | 1     | 0     | 3       |       | 2           | 1           | 5           | 8      |
| 8.     | Německo (GER)            |       | 1       | 0     | 0     |         | 1     | 0     | 0       |       | 2           | 0           | 0           | 2      |
| 9.     | Španělsko (ESP)          |       | 0       | 0     | 2     |         | 1     | 3     | 2       |       | 1           | 3           | 4           | 8      |
| 10.    | Spojené království (GBR) |       | 0       | 1     | 0     |         | 1     | 1     | 0       |       | 1           | 2           | 0           | 3      |
| 10.    | Norsko (NOR)             |       | 1       | 2     | 0     |         | 0     | 0     | 0       |       | 1           | 2           | 0           | 3      |
| 12.    | Ukrajina (UKR)           |       | 1       | 1     | 1     |         | 0     | 0     | 0       |       | 1           | 1           | 1           | 3      |
| 13.    | Řecko (GRE)              |       | 1       | 1     | 0     |         | 0     | 0     | 0       |       | 1           | 1           | 0           | 2      |
| 13.    | Švýcarsko (SUI)          |       | 0       | 1     | 0     |         | 1     | 0     | 0       |       | 1           | 1           | 0           | 2      |
| 13.    | Slovinsko (SLO)          |       | 0       | 1     | 0     |         | 1     | 0     | 0       |       | 1           | 1           | 0           | 2      |
| 16.    | Polsko (POL)             |       | 1       | 0     | 1     |         | 0     | 0     | 0       |       | 1           | 0           | 1           | 2      |
| 17.    | Srbsko (SRB)             |       | 1       | 0     | 0     |         | 0     | 0     | 0       |       | 1           | 0           | 0           | 1      |
| 18.    | Chorvatsko (CRO)         |       | 0       | 2     | 0     |         | 0     | 0     | 1       |       | 0           | 2           | 1           | 3      |
| 19.    | Rumunsko (ROU)           |       | 0       | 0     | 2     |         | 0     | 1     | 2       |       | 0           | 1           | 4           | 5      |
| 20.    | Finsko (FIN)             |       | 0       | 0     | 0     |         | 0     | 1     | 0       |       | 0           | 1           | 0           | 1      |
| 21.    | Litva (LTU)              |       | 0       | 0     | 1     |         | 0     | 0     | 0       |       | 0           | 0           | 1           | 1      |
| 21.    | Slovensko (SVK)          |       | 0       | 0     | 1     |         | 0     | 0     | 0       |       | 0           | 0           | 1           | 1      |
| 21.    | Bělorusko (BLR)          |       | 0       | 0     | 0     |         | 0     | 0     | 1       |       | 0           | 0           | 1           | 1      |
| 21.    | Dánsko (DEN)             |       | 0       | 0     | 0     |         | 0     | 0     | 1       |       | 0           | 0           | 1           | 1      |
| Celkem | Celkem                   |       | 20      | 20    | 20    |         | 20    | 20    | 20      |       | 40          | 40          | 40          | 120    |